# HD 3891
HD3891 — подвійна зоря. 
Ця подвійна система має видиму зоряну величину в смузі V приблизно 7.9.
Вона розташована на відстані близько 1025.6 світлових років від Сонця.

## Подвійна зоря
Головна зоря цієї системи належить до хімічно пекулярних зір й має спектральний клас A0.
В той же час спектральний клас іншої компоненти залишається  ще не визначеним.

## Пекулярний хімічний вміст
Зоряна атмосфера HD3891 має підвищений вміст Si та Sr.